# Eymundsson
Eymundsson és la llibreria més antiga d'Islàndia, fundada el 1872. Administra 15 locals al país i té una àmplia oferta de llibres, revistes i articles de regal variats. En molts dels aparadors hi ha també una part de cafeteria. La botiga disposa de la selecció més gran a tot Islàndia de literatura estrangera i islandesa en anglès.

## Història
Sigfús Eymundsson, fotògraf i enquadernador islandès, va fundar la llibreria original el 29 de novembre del 1872, anomenada Bókaverslun Sigfúsar Eymundsson (en català, Llibreria de Sigfús Eymundsson). Més endavant, el 1886, va instituir l'editorial Eymundsson i els anys següents publicaria molts poetes nacionals, com ara Hannes Hafstein i Bólu-Hjálmar. Eymundsson va ser el primer islandès a importar màquines d'escriure i caixes fortes, a més del primer a publicar i vendre postals emprant fotografies pròpies com a material.
El 1920, Eymundsson va comprar l'edifici 18 del carrer Austurstræti de la capital islandesa, Reykjavík. Encara s'hi troba avui la botiga encetada per ell, a la casa construïda l'any 1960.